# Edward Witten
Pour les articles homonymes, voir Witten (homonymie).
Edward Witten, né le 26 août 1951 à Baltimore, est un physicien mathématicien américain, professeur de physique mathématique à l'Institute for Advanced Study de Princeton, dans le New Jersey. En 1987, il était considéré comme l'un des plus éminents physiciens vivants.
Il effectue des recherches sur la théorie des supercordes. Il en est considéré comme l'un de ses plus importants participants, notamment grâce à l'élaboration de la théorie M, première théorie des cordes ouvrant un horizon mathématique non perturbatif.

## Biographie
Cette section ne s'appuie pas, ou pas assez, sur des sources secondaires ou tertiaires indépendantes du sujet. Le texte peut contenir des analyses inexactes ou inédites de sources primaires.
Pour l'améliorer, ajoutez-en, ou placez des modèles {{Source secondaire souhaitée}} ou {{Source secondaire nécessaire}} sur les passages mal sourcés. (septembre 2022)
Edward Witten est né dans une famille juive à Baltimore, dans le Maryland. Fils de Lorraine W. Witten et Louis Witten, un physicien spécialisé dans la gravitation et la relativité générale, Edward Witten a obtenu un baccalauréat d'histoire (avec une mineure en linguistique) à l'université Brandeis. Witten avait pour ambition de devenir journaliste politique, et a publié des articles dans The New Republic et The Nation. Il a fréquenté l'université de Wisconsin-Madison pendant un semestre dans une filière d'économie à forte dominante mathématique avant d'abandonner. Après cela, il a brièvement travaillé pour la campagne présidentielle de George McGovern, puis a été admis au programme de doctorat de Princeton pour suivre des cours de mathématiques appliquées, avant de changer de section et de passer avec David Gross un doctorat de physique en 1976. Il est actuellement professeur de physique mathématique à l'Institute for Advanced Study. Il est marié à Chiara Nappi, professeure de physique à l'Université de Princeton, et son frère, Matt Witten, est scénariste et producteur de séries TV comme L.A. Law et House.

## Travaux
Les nombreux travaux de Witten dans le domaine de la physique théorique ont aussi eu un certain nombre de conséquences mathématiques. Witten a été essentiellement actif dans la théorie quantique des champs et celle des cordes, et dans les domaines connexes de la topologie et de la géométrie. Ses nombreuses contributions comportent une preuve simplifiée du théorème de l'énergie positive impliquant des spineurs dans la relativité générale, une étude portant sur la supersymétrie et la théorie de Morse, une introduction de la théorie topologique quantique des champs et des travaux en lien avec la symétrie miroir et les théories supersymétriques de jauge, ainsi qu'une conjecture sur l'existence d'une théorie M.
À propos de Witten, Michael Atiyah a déclaré :
« Bien qu'il soit avant tout un physicien, sa maîtrise des mathématiques surpasse de loin la plupart des mathématiciens. Il a chaque fois surpris la communauté mathématique par la brillante application de sa perspicacité physique et a ainsi mené à de nouveaux et profonds théorèmes mathématiques… Il a eu un profond impact sur les mathématiques contemporaines. Entre ses mains la physique constitue à nouveau une riche source d'inspiration et de compréhension des mathématiques. »

### Théorie M
Vers le milieu des années 1990, les physiciens travaillant sur la théorie des cordes avaient développé cinq versions différentes de la théorie compatible avec les bonnes propriétés pour unifier la théorie d'Einstein de la relativité générale avec le modèle standard de la physique des particules. Une seule, toutefois, peut être la bonne théorie du tout.
S'exprimant à la conférence sur la théorie des cordes à l'université du Sud de la Californie en 1995, Witten annonce qu'il a découvert qu'il n'existe pas cinq théories mais une seule, les cinq théories étant simplement cinq façons de regarder la même chose. Il nomme cette nouvelle théorie, la Théorie M,.
L'annonce de Witten a conduit à une vague de travaux maintenant connue comme la seconde révolution des cordes.
Des physiciens comme Lee Smolin et Peter Woit ont cependant contredit Witten, en insistant sur le fait que la théorie des cordes ne peut répondre au rang de théorie scientifique puisqu'il est impossible de prouver qu’elle est « fausse » au sens de la « réfutabilité » de Karl Popper : en effet, aucune expérimentation n'a jamais avancé aucune preuve en faveur — ou en défaveur — de cette théorie.

## Distinctions
Witten a obtenu de nombreux prix pour ses contributions en physique et en mathématiques.
Il a notamment reçu la médaille Fields en 1990 et la National Medal of Science en 2002.
La médaille Fields, récompense mathématique, est accordée à Jones et Witten pour leurs travaux en physique. Jones est à l'origine du polynôme de Jones et Witten trouve une relation entre ce polynôme et la théorie quantique des champs.

### Prix et récompenses
- 1982 : Prix MacArthur
- 1985 : Prix Dirac du Centre international de physique théorique avec Iakov Zeldovitch
- 1985 : Médaille Albert-Einstein
- 1986 : Prix Alan T. Waterman (en) de la National Science Foundation
- 1997 : Médaille d'or de l'American Academy of Achievement[6]
- 1990 : Médaille Fields, avec Vladimir Drinfeld, Vaughan Jones et Shigefumi Mori
- 1998 : Prix Dannie-Heineman de physique mathématique de la Société américaine de physique[7]
- 1998 : Médaille Oskar Klein (en) de l'Académie royale des sciences de Suède[8]
- 1998 : Conférence Gibbs de l'American Mathematical Society[9]
- 2000 : Prix Nemmers en mathématiques de l'Université Northwestern[10]
- 2001 : Clay Research Award de l'Institut de mathématiques Clay, avec Stanislav Smirnov
- 2002 : National Medal of Science dans la discipline Science Physique[11]
- 2005 : Prix Harvey[12]
- 2006 : Prix Henri-Poincaré avec Ludvig Faddeev et David Ruelle, de l'Association internationale de physique mathématique[13]
- 2008 : Prix Crafoord de l'Académie royale des sciences de Suède[14]
- 2010 : Médaille Isaac Newton (en) de l'Institute of Physics[15]
- 2010 : Médaille Lorentz de l'Académie royale néerlandaise des arts et des sciences[16]
- 2012 : Prix de physique fondamentale[17]
- 2014 : Prix de Kyoto dans la catégorie Mathématiques[18]
- 2016 : Prix mondial des sciences Albert-Einstein[19]

### Sociétés savantes
- 1984 : Membre de l'Académie américaine des arts et des sciences
- 1984 : Membre de la Société américaine de physique
- 1988 : Membre de la National Academy of Sciences
- 1994 : Membre de la Société américaine de philosophie
- 1999 : Membre étranger de la Royal Society[20].
- 2000 : Associé étranger à l'Académie des sciences le 3 avril 2000[21]
- 2006 : Membre de l'Académie pontificale des sciences[22]

### Honneurs
- 2004 : Il figure sur la liste des 100 personnes les plus influentes du magazine Time.
- 2005 : Doctorat honoris causa de l'Université Harvard[23]
- 2016 : Doctorat honoris causa de l'Académie chinoise des sciences
- L'astéroïde (11349) Witten porte son nom.